# Ngbwako (Cameroun)
Ngbwako est un village du Cameroun se trouvant dans la région est et dans le département de la Kadey. Il se trouve plus précisément dans l'arrondissement de Batouri et dans le quartier de Batouri-ville.

## Population
En 2005, le village de Ngbwako comptait 2 846 habitants dont : 1 381 hommes et 1 465 femmes.

## Éducation
Le village de Ngbwako dispose d'une école publique qui accueille environ 600 élèves, touts cycles confondus.